# Jörn-Ulrich Bachmann
Jörn-Ulrich Bachmann (* 14. Mai 1925 auf Gut Kronshof in Kogel, Westmecklenburg; † 10. Januar 1989 in Deutsch Evern) war ein deutscher Verwaltungsjurist.

## Leben
Bachmanns Vater war Kapitän zur See Herbert Bachmann (Crew 1906), Admiral der norwegischen Nordküste. Der Großvater war Admiral Gustav Bachmann (Crew 1879). Der Bruder Jochen Bachmann (Crew X/37) fiel im Dezember 1939 als Fähnrich zur See auf dem Flottenbegleiter F 9. Der Bruder Heinrich Bachmann (Crew IV/37) fiel im April 1943 als Kapitänleutnant auf dem Torpedoboot T 29.

### Studium
Jörn-Ulrich Bachmann wurde 1943 notdienstverpflichtet und trat als Seekadett in der Crew I/44 in die Kriegsmarine ein. Er bestand noch die Seeoffizier-Hauptprüfung und wurde als Fähnrich zur See entlassen. 1946 kam er zu seinen Eltern, die nun in Aurich lebten. Die Schwester heiratete nach Kanada. Bachmann bestand noch 1946 am Gymnasium Ulricianum die Abiturprüfung. Er begann an der Universität Zürich Rechtswissenschaft zu studieren und wurde Mitglied der Verbindung Cimbria (oder Cheruscia). Zum Wintersemester 1951/52 wechselte er an die Christian-Albrechts-Universität zu Kiel. Als er Waffenschutz benötigte, stieß er zum Corps Saxonia Kiel. Vom Corpsstudententum angezogen, legte er das Zürcher Band nieder. Bereits Referendar und Doktorand, wurde er am 18. Dezember 1952 von Saxonia recipiert. Saxonia hatte sich kurz zuvor entschieden, nicht als geistiger Eliteclub, sondern nach den Idealen des Kösener Senioren-Convents-Verbandes zu leben. Bachmann trug wesentlich dazu bei, dass diese Grundsätze und diese Lebensart im Corps gepflogen wurden. Als glänzender Fechter focht er an einem Bestimmtag zwei Mensuren – eine rechts, eine links, beide mit Abfuhr auf der Gegenseite. Im Sommersemester 1953 war er mit Klaus-Jürgen Dierig und Hinrich von Zeddelmann Chargierter. Saxonia war damals präsidierendes Vorortcorps.

### Niedersachsen
1954 wurde er in Kiel zum Dr. iur. promoviert. Nachdem er 1955 die Große Juristische Staatsprüfung bestanden hatte, wurde er in den Verwaltungsdienst Niedersachsens übernommen und in Hannover und Hildesheim beschäftigt.  1960 wurde er für 12 Jahre zum Oberkreisdirektor im Landkreis Soltau gewählt. Der Landkreis errichtete ihm in dem großzügigen Park des Landratsamtes ein schönes Dienstgebäude, in dem die vier Kinder eine glückliche Kindheit verlebten. Anschließend war er Rechtsanwalt und Notar in Lüneburg. In Deutsch Evern hatte er ein großes Hausgrundstück erworben.. Am Eingang wehte die Fahne der Kieler Sachsen. Von 1968 bis 1981 war er Vorsitzender von Saxonias Altherrenschaft. Großen Zuspruch fand das alljährliche Heidetreffen, das er mit Georg Bacmeister als Herbstveranstaltung eingerichtet hatte. Einer Soltauer Reitergemeinschaft blieb er zeitlebens verbunden. 1968 gehörte er zu den Gründern von Trans-Ocean. Über 21 Jahre, bis zu seinem Tod, war er der erste Vorsitzende. Seit Juli 1957 war er Mitglied der Marine-Offizier-Vereinigung (Nr. 5063). Bei der Bundesmarine wurde er nach mehreren Wehrübungen zum Oberleutnant zur See d. R. befördert.

### Privates
Verheiratet war er seit 1959 mit Theda Jacoba Dieken aus Aurich. Der Ehe entstammen zwei Töchter und zwei Söhne. Theda Bachmann starb im Februar 1978 durch einen Unfall. Die zweite Ehe ging Bachmann mit Marietta Hintze ein. Zweimal operiert, erlag er mit 63 Jahren einem Karzinom. Zur Trauerfeier kamen 400 Menschen, darunter 40 Kieler Sachsen. Am Sarg hielten vier Reiter und vier Kieler Sachsen die Ehrenwacht.
Die Predigt seines Corpsbruders Rudolf Quitte und die Ansprachen wurden auf dem Platz vor der Friedhofskapelle mit Lautsprechern übertragen.

## Werke
- Heimatchronik des Kreises Soltau. Archiv für Deutsche Heimatpflege, Köln 1967.
- Der Landkreis Soltau – Geschichte, Landschaft, Wirtschaft. Stalling, Oldenburg 1968.